# Nowy Dzików
Nowy Dzików (do 14 lutego 1968 Dzików Nowy) – wieś w Polsce położona w województwie podkarpackim, w powiecie lubaczowskim, w gminie Stary Dzików.
W II Rzeczypospolitej wieś w powiecie lubaczowskim województwa lwowskiego. W latach 1941–1947 nacjonaliści ukraińscy z OUN-UPA zamordowali tutaj 16 Polaków.
W latach 1975–1998 miejscowość administracyjnie należała do województwa przemyskiego.
Wierni Kościoła rzymskokatolickiego należą do parafii Trójcy Przenajświętszej w Starym Dzikowie.